# Калотешть
Калотешть, Калотешті (рум. Calotești) — село у повіті Арджеш в Румунії. Входить до складу комуни Будяса.
Село розташоване на відстані 121 км на північний захід від Бухареста, 16 км на північний захід від Пітешть, 104 км на північний схід від Крайови, 99 км на південний захід від Брашова.

## Населення
За даними перепису населення 2002 року у селі проживали 690 осіб. Усі жителі села рідною мовою назвали румунську.
Національний склад населення села:
| Національність | Кількість осіб | Відсоток |
| -------------- | -------------- | -------- |
| румуни         | 664            | 96,2%    |
| цигани         | 26             | 3,8%     |